# Marko Gobeljić
Marko Gobeljić (en cirílico: Марко Гобељић;Kraljevo, RFS de Yugoslavia, 13 de septiembre de 1992) es un futbolista serbio. Juega de defensa o centrocampista y su equipo es el OFK Belgrado de la Superliga de Serbia. Es internacional absoluto con la selección de Serbia desde el año 2016.

## Trayectoria

### FK Sloga Kraljevo
Gobeljić comenzó a jugar fútbol desde pequeño para el club de colegio el Bubamara 1991, y luego entró a las inferiores del FK Sloga Kraljevo. Llegó al primer equipo en la temporada 2010-11. En su primer año jugó 27 encuentros de la Liga Srpska del Occidente (tercera división) y además estuvo presente el 22 de septiembre de 2010 en el partido ante el Estrella Roja de la Copa de Serbia con el estadio lleno.
Junto a su equipo consiguió el ascenso a la segunda categoría para la temporada 2011-12. Esa temporada anotó tres goles, además de jugar tanto en el mediocampo, de lateral por la derecha y como defensor central.
Durante la segunda temporada del club en el ascenso bajo la dirección del entrenador Neško Milovanović, Gobeljić jugó 32 encuentros y fue usado tanto como centrocampista y lateral.

### FK Napredak Kruševac
Gobeljić fichó por el FK Napredak Kruševac de la Superliga en julio de 2014. Debutó en la primera división el 9 de agosto de 2014 contra el FK Čukarički Belgrado. En su primer año en Napredak  fue nombrado como uno de los mejores jugadores de la primera mitad de la temporada. Sin embargo, el club descendió ese año tras perder ante el FK Metalac Gornji Milanovac en los playoffs. Aunque volverían a la primera categoría al año siguiente tras ganar la Primera Liga de Serbia.
Su última temporada, la 2016-17, en el Napredak le anotó un gol al Estrella Roja el 22 de julio de 2016 en el Estadio Rajko Mitić.

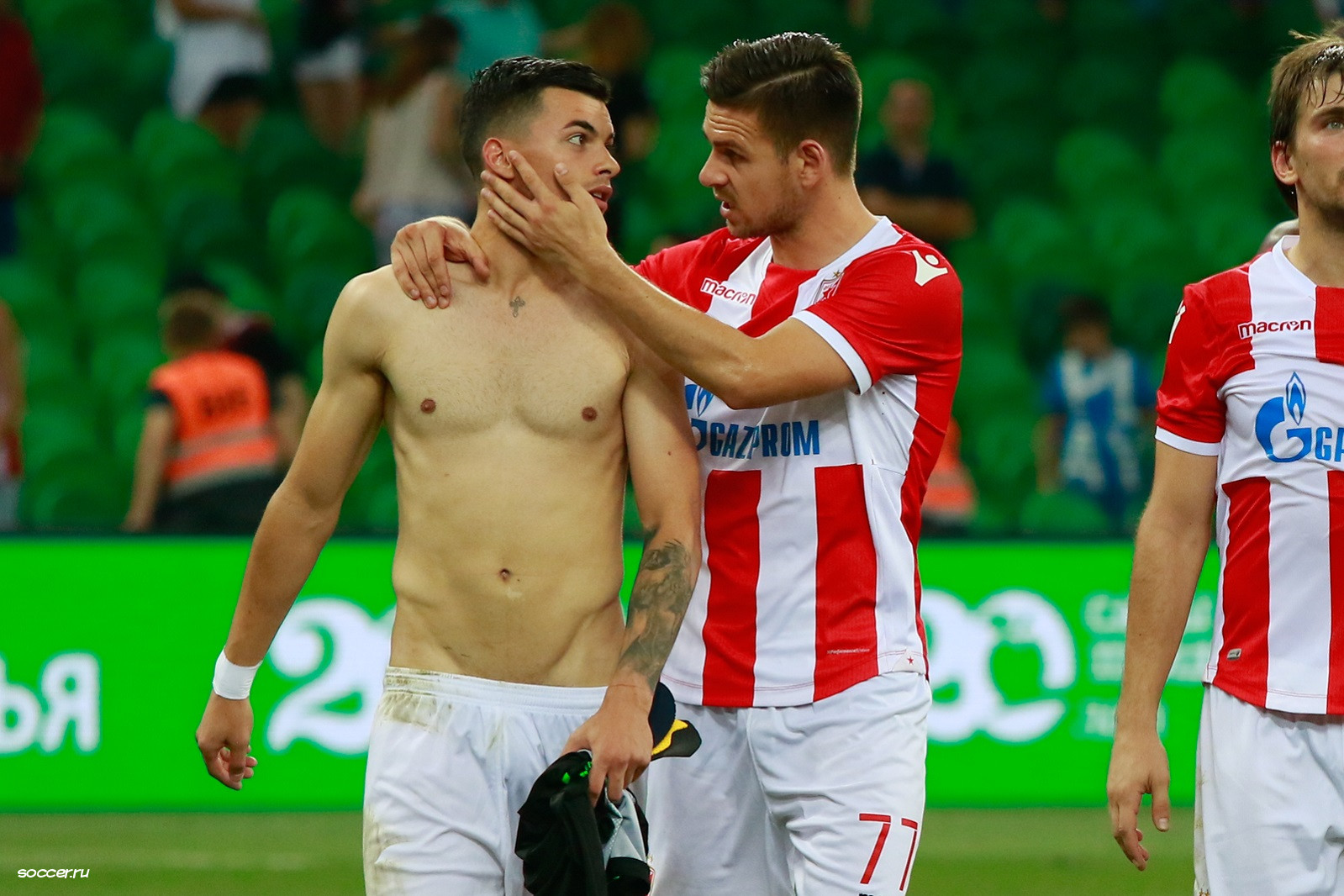
Gobeljić (derecha) junto a Nemanja Radonjić.

### Estrella Roja de Belgrado
El 7 de junio de 2017 fichó por el Estrella Roja. Debutó con el club de la capital contra el Floriana en la primera ronda clasificatoria de la Liga Europa de la UEFA 2017-18. Jugó su primer derbi eterno el 27 de agosto de 2017. El 29 de noviembre anotó su primer gol para el Estrella Roja en la victoria por 5-0 sobre el Radnik Surdulica.
Fue el capitán del equipo durante la temporada 2018-19 de la Superliga, año que el Estrella Roja se consagró campeón.
El 16 de julio de 2019 Gobeljić fue expulsado en el encuentro de la primera ronda clasificatoria de la Liga de Campeones de la UEFA 2019-20 luego de una grave falta al defensor del Sūduva Marijampolė, Vaidas Slavickas. Slavickas fue sometido a cirugía, y Gobeljić visitó al jugador al hospital para ofrecer disculpas personalmente.

## Selección nacional
En septiembre de 2016, Gobeljić fue llamado por Slavoljub Muslin para jugar con la selección de Serbia. Debutó ante Catar en la derrota por 3-0 en un encuentro amistoso.

## Estadísticas

### Clubes
Actualizado al último partido disputado el 25 de mayo de 2025.
| Club | Div.          | Temporada     | Liga  | Liga  | Copas nacionales(1) | Copas nacionales(1) | Copas internacionales(2) | Copas internacionales(2) | Otras(3) | Otras(3) | Total | Total |
| Club | Div.          | Temporada     | Part. | Goles | Part.               | Goles               | Part.                    | Goles                    | Part.    | Goles    | Part. | Goles |
| --- | ------------- | ------------- | ----- | ----- | ------------------- | ------------------- | ------------------------ | ------------------------ | -------- | -------- | ----- | ----- |
| Sloga Kraljevo Serbia | 3.ª           | 2010-11       | 27    | 1     | 2                   | 0                   | -                        | -                        | 1        | 0        | 30    | 1     |
| Sloga Kraljevo Serbia | 2.ª           | 2011-12       | 31    | 3     | 0                   | 0                   | -                        | -                        | -        | -        | 31    | 3     |
| Sloga Kraljevo Serbia | 2.ª           | 2012-13       | 32    | 0     | 1                   | 0                   | -                        | -                        | -        | -        | 33    | 0     |
| Sloga Kraljevo Serbia | 2.ª           | 2013-14       | 26    | 3     | 1                   | 1                   | -                        | -                        | -        | -        | 27    | 4     |
| Sloga Kraljevo Serbia | Total club    | Total club    | 116   | 7     | 4                   | 1                   | 0                        | 0                        | 1        | 0        | 121   | 8     |
| Napredak Kruševac Serbia | 2.ª           | 2014-15       | 26    | 1     | 1                   | 0                   | -                        | -                        | 2        | 0        | 29    | 1     |
| Napredak Kruševac Serbia | 1.ª           | 2015-16       | 26    | 1     | 2                   | 0                   | -                        | -                        | -        | -        | 28    | 1     |
| Napredak Kruševac Serbia | 2.ª           | 2016-17       | 32    | 5     | 1                   | 0                   | -                        | -                        | -        | -        | 33    | 5     |
| Napredak Kruševac Serbia | Total club    | Total club    | 84    | 7     | 4                   | 0                   | 0                        | 0                        | 2        | 0        | 90    | 7     |
| Estrella Roja Serbia | 1.ª           | 2017-18       | 23    | 1     | 3                   | 0                   | 10                       | 0                        | -        | -        | 36    | 1     |
| Estrella Roja Serbia | 1.ª           | 2018-19       | 25    | 5     | 5                   | 0                   | 8                        | 1                        | -        | -        | 38    | 6     |
| Estrella Roja Serbia | 1.ª           | 2019-20       | 17    | 2     | 3                   | 0                   | 12                       | 0                        | -        | -        | 32    | 2     |
| Estrella Roja Serbia | 1.ª           | 2020-21       | 26    | 0     | 5                   | 0                   | 9                        | 0                        | -        | -        | 40    | 0     |
| Estrella Roja Serbia | 1.ª           | 2021-22       | 10    | 0     | 3                   | 0                   | 9                        | 0                        | -        | -        | 22    | 0     |
| Estrella Roja Serbia | 1.ª           | 2022-23       | 15    | 2     | 1                   | 0                   | 4                        | 0                        | -        | -        | 20    | 2     |
| Estrella Roja Serbia | Total club    | Total club    | 116   | 10    | 20                  | 0                   | 52                       | 1                        | 0        | 0        | 188   | 11    |
| Kifisia F. C. · Grecia | 1.ª           | 2023-24       | 23    | 0     | 1                   | 0                   | -                        | -                        | -        | -        | 24    | 0     |
| Kifisia F. C. · Grecia | Total club    | Total club    | 23    | 0     | 1                   | 0                   | 0                        | 0                        | 0        | 0        | 24    | 0     |
| OFK Belgrado Serbia | 1.ª           | 2024-25       | 27    | 0     | 1                   | 0                   | -                        | -                        | -        | -        | 28    | 0     |
| OFK Belgrado Serbia | Total club    | Total club    | 27    | 0     | 1                   | 0                   | 0                        | 0                        | 0        | 0        | 28    | 0     |
| Total carrera | Total carrera | Total carrera | 366   | 24    | 30                  | 1                   | 52                       | 1                        | 3        | 0        | 451   | 26    |
| (1) Incluye datos de la Copa de Serbia y Copa de Grecia. (2) Incluye datos de la Liga Europa de la UEFA (2017-18) y la Liga de Campeones de la UEFA (2018-19, 2019-20). (3) Incluye datos de los playoffs de ascenso. |               |               |       |       |                     |                     |                          |                          |          |          |       |       |

### Selección nacional
| Selección       | Temporada     | Amistosos | Amistosos | Europa | Europa | Mundial | Mundial | Total | Total |
| Selección       | Temporada     | Part.     | Goles     | Part.  | Goles  | Part.   | Goles   | Part. | Goles |
| --------------- | ------------- | --------- | --------- | ------ | ------ | ------- | ------- | ----- | ----- |
| Absoluta Serbia | 2016          | 1         | 0         | -      | -      | -       | -       | 1     | 0     |
| Absoluta Serbia | 2017          | 1         | 0         | -      | -      | -       | -       | 1     | 0     |
| Absoluta Serbia | 2019          | 1         | 0         | -      | -      | -       | -       | 1     | 0     |
| Absoluta Serbia | Total         | 3         | 0         | 0      | 0      | 0       | 0       | 3     | 0     |
| Total carrera   | Total carrera | 3         | 0         | 0      | 0      | 0       | 0       | 3     | 0     |

## Palmarés

### Títulos nacionales
| Título                    | Club              | País   | Año     |
| ------------------------- | ----------------- | ------ | ------- |
| Liga de Serbia Occidental | Sloga Kraljevo    | Serbia | 2010-11 |
| Prva Liga Srbija          | Napredak Kruševac | Serbia | 2015-16 |
| Superliga de Serbia       | Estrella Roja     | Serbia | 2017-18 |
| Superliga de Serbia       | Estrella Roja     | Serbia | 2018-19 |
| Superliga de Serbia       | Estrella Roja     | Serbia | 2019-20 |
| Superliga de Serbia       | Estrella Roja     | Serbia | 2020-21 |
| Copa de Serbia            | Estrella Roja     | Serbia | 2020-21 |
| Superliga de Serbia       | Estrella Roja     | Serbia | 2021-22 |
| Copa de Serbia            | Estrella Roja     | Serbia | 2021-22 |
| Superliga de Serbia       | Estrella Roja     | Serbia | 2022-23 |
| Copa de Serbia            | Estrella Roja     | Serbia | 2022-23 |